# Kétszery József
Kétszery József (Igal, 1809. április 20. – Szarvas, 1889. szeptember 16.) színész, színigazgató. 

## Pályafutása
Kétszeri Ferenc és Németh Judit fiaként született, 1809. április 21-én keresztelték. Szülőhelyén járt iskolába, 1831-ben végezte el a gimnáziumot. Ezután Pestre ment jogásznak. 1832-ben lépett színpadra Balogh Jánosnál. Miután örökséghez jutott, megpróbálkozott a színigazgatással, 1844-től kisebb társulatok élén állt. Saját állítása szerint Petőfi Sándor is működött nála. Ez Fekete Sándor kutatásai alapján 1841-ben, talán Balatonföldváron, néhány napig tarthatott, abban a korszakában amikor Petőfi a Rónai nevet használta. 1883-ban a szatmári színház gondnoka lett. 57 évig volt színész és 45 évig igazgató. Életkorának megfelelő kisebb karakterszerepeket alakított. Gyakran magyar ruhában járt, büszke volt ősi családjára.

## Családja
Felesége Veláncsics Anna (Kaposvár, 1821 – Miskolc, 1883. február 17.) színésznő volt, aki Fekete Gábornál kezdte pályáját és Lászy Vilmosnál fejezte be. Házasságot kötött Kétszery Józseffel Kaposvárott, 1840. február 10-én.
Leányai: Lénárdné Kétszery Emilia és Saághy Zsigmondné Kétszery Anna (Nina) (Abony, 1848. január 27. – Újpest, 1923. április 30.) színészszülők gyermeke volt és mint ilyen, sok gyermekszerepben játszott. Hivatalos fellépésének dátuma: 1864. január 1. 26 évig működött a pályán. 1897. január 1-én nyugdíjazták.

## Fontosabb szerepei
- Ákos (Szigligeti Ede: Gyászvitézek)
- Ingomar (Halm: A vadon fia)
- Tiborc (Katona József: Bánk bán)